# Chris Coy
Christopher James "Chris" Coy (Louisville, Kentucky, 1 de mayo de 1986) es un actor estadounidense.

## Carrera
Chris Coy es posiblemente más conocido por interpretar LP Everett en la serie de HBO Treme  y Barry en la serie de HBO  True Blood . También tuvo un papel recurrente como un caníbal llamado Martín en la quinta temporada de The Walking Dead.

## Vida personal
Chris Coy se casó en el 2010 con su esposa actual Alice, y ambos tienen dos hijas y un hijo.[cita requerida]

## Filmografía

### Películas
| Año  | Título               | Rol                 | Notas                    |
| ---- | -------------------- | ------------------- | ------------------------ |
| 2007 | In One Frame         | Mejor Amigo         |                          |
| 2009 | The Camel's Back     | JT                  |                          |
| 2010 | Piranhas             | Andy                | Película para Televisión |
| 2010 | Greenberg            | Chico de la Galería |                          |
| 2011 | Hostel: Part III     | Travis              |                          |
| 2011 | Little Birds         | David Riley         |                          |
| 2012 | Rogue River          | Andrew              |                          |
| 2013 | Sx Tape              | Bobby               |                          |
| 2014 | Deliver Us from Evil | Jimmy Tratner       |                          |
| 2014 | Kristy               | Líder               |                          |
| 2014 | The Culling          | Hank                |                          |
| 2014 | Trigger              | John McCormack      |                          |

### Televisión
| Año       | Título                            | Rol              | Notas       |
| --------- | --------------------------------- | ---------------- | ----------- |
| 2009      | Numb3rs                           | Beastie Boy      | 1 episodio  |
| 2009      | Monk                              | Second Slacker   | 1 episodio  |
| 2009      | Sons of Anarchy                   | Alex             | 1 episodio  |
| 2009      | CSI: NY                           | Joe Ross         | 1 episodio  |
| 2009–2011 | True Blood                        | Barry el Bellboy | 5 episodios |
| 2010      | FlashForward                      | Ross Weber       | 1 episodio  |
| 2010      | CSI: Crime Scene Investigation    | Melvin Dodge     | 1 episodio  |
| 2010      | Rizzoli & Isles                   | Drew Beckett     | 1 episodio  |
| 2011      | The Mentalist                     | Foley            | 1 episodio  |
| 2011      | Justified                         | Bobby Green      | 1 episodio  |
| 2011      | Law & Order: Los Angeles          | Dave Harlin      | 1 episodio  |
| 2012      | Law & Order: Special Victims Unit | Peter            | 1 episodio  |
| 2012      | Hawaii Five-0                     | Jesse Hills      | 1 episodio  |
| 2012      | Castle                            | Zeke             | 1 episodio  |
| 2012      | Emily Owens, M.D.                 | Conor McCall     | 1 episodio  |
| 2012–2013 | Treme                             | L.P. Everett     | 12 episodio |
| 2014      | Criminal Minds                    | Russell Homes    | 1 episodio  |
| 2014      | Bones                             | Graham Breslin   | 1 episodio  |
| 2014-2015 | The Walking Dead                  | Martín           | 4 episodios |
| 2015-2016 | Banshee                           | Calvin Bunker    | 9 episodios |
| 2018      | Castle Rock                       | Boyd             | 4 episodios |